# Il est elle
Ne doit pas être confondu avec Il et elle ou Il ou elle (film, 2018).
Pour plus de détails, voir Fiche technique et Distribution.
Il est elle est un téléfilm belgo-français réalisé par Clément Michel, diffusé en 2020.
Il s'agit de l'adaptation du roman graphique français Barricades de Jaypee et Charlotte Bousquet (2018).

## Synopsis
Quand Sabine et Cédric découvrent que leur enfant se scarifie, ils l'emmènent chez un psychiatre, à qui elle confie sa transidentité. Elle souhaite voir une spécialiste à Paris et prendre des bloqueurs de puberté. Sa mère la soutient mais son père a du mal à faire le deuil du fils qu'il pensait avoir.

## Fiche technique
Sauf indication contraire, les informations mentionnées dans cette section peuvent être confirmées par la base de données cinématographiques IMDb,  présente dans la section « Liens externes ».
- Titre original : Il est elle
- Réalisation : Clément Michel
- Scénario : Thomas Boullé et Catherine Ramberg, d'après le roman graphique Barricades de Jaypee et Charlotte Bouquet
- Musique : Franck Pilant et Maïdi Roth
- Photographie : Fabrizio Fontemaggi
- Montage : Bénédicte Gellé
- Production : Hubert Besson et Benjamin Faivre
- Coproduction : Christophe Louis
- Sociétés de production : And So On Films ; TF1 Distribution (coproduction française) ; BE-FILMS et Radio Télévision Belge Francophone (RTBF) (coproduction belge)
- Pays de production :  France /  Belgique
- Langue originale : français
- Genre : drame
- Durée : 93 minutes
- Dates de première diffusion : 
  - Belgique : 19 novembre 2020 sur RTBF
  - France : 12 octobre 2021 sur Salto ; 1er novembre 2021 sur TF1

## Distribution
- Andréa Furet : Juju / Emma
- Odile Vuillemin : Sabine, la mère de Juju / Emma
- Jonathan Zaccaï : Cédric, le père de Juju / Emma
- Capucine Malarre : Manon, la sœur
- Maxence Danet-Fauvel : Hugo
- Roman Freud : le copain de Manon
- Laurence Porteil : la professeure de mathématiques
- Philippe Richardin : le proviseur
- Laura Badler : Lucie, vidéaste transgenre et modèle pour Emma

## Production

### Développement
Les scénaristes Thomas Boullé et Catherine Ramberg se sont librement inspirés du roman graphique Barricades de Charlotte Bousquet et Jaypee,, parue en 2018. Le réalisateur Clément Michel affirme qu'« au-delà d’un acte militant, le film raconte l’histoire incroyable d’une famille qui explose ».

### Attribution des rôles
Le rôle principal est attribué à une actrice de 19 ans, Andréa Furet, elle-même transgenre.
Odile Vuillemin et Jonathan Zaccaï sont choisis pour jouer les parents. Ces deux acteurs disent s'être renseignés sur la transidentité, en regardant des documentaires,.

## Accueil

### Diffusions et festival
La première diffusion télévisuelle sous forme de mini-série en deux parties a lieu en Belgique, le 19 novembre 2020, sur Radio-télévision belge de la Communauté française (RTBF).
En France, le téléfilm est sélectionné et présenté, le 12 mars 2021, au Festival des créations télévisuelles de Luchon où il décroche deux prix,. Il est diffusé le 12 octobre 2021 sur Salto et le 1er novembre 2021 sur TF1. L'audience de la transmission par TF1 est jugée décevante, les parts de marché n’ayant pas excédé 14.4 % et 16.8 % auprès du public âgé de quatre ans et plus.

### Audience
Le téléfilm est regardé par un peu plus de trois millions de personnes, pour 15,6 % de part d’audience.

### Critiques
Pour L'Est républicain, « dans Il est elle, le changement de genre est abordé de façon didactique et sans jugement. Certains internautes ont néanmoins pointé du doigt le titre, peut-être un peu maladroit, du film ». Allociné loue le jeu des comédiens, « actrice elle-même transgenre, Andréa Furet, vraie révélation du film, parvient à transmettre un torrent d'émotions avec beaucoup de grâce et de retenue […]. Ses parents, incarnés par les toujours impeccables Jonathan Zaccaï et Odile Vuillemin, se révèlent profondéments [sic] humains dans leurs défauts et leurs fragilités face à ce bouleversement ». Le site conclut : « Assez classique dans sa forme mais essentiel dans son propos, Il est Elle s'avère un joli coup d'essai de TF1 pour faire bouger les lignes ». De son côté, la critique du site de la chaîne LCI, apparentée à TF1, décrit « une fiction audacieuse et essentielle sur la transidentité » qui « parvient à émouvoir, mais aussi à instruire sur un sujet d'une grande complexité ». Le magazine LGBT Têtu liste les bons et les mauvais points du traitement de la transidentité.

## Distinctions

### Récompenses
- Festival des créations télévisuelles de Luchon 2021[1],[3] :
  - Prix d'interprétation féminine pour Andréa Furet
  - Prix du meilleur scénario
  - Grand prix des médias CB news 2022
  - nomination aux international Emmy Awards